# Silvia Marcovici
Silvia Marcovici (n. 30 ianuarie 1952, Bacău, România) este o violonistă română de origine evreiască.
În 1976 a emigrat în Israel și a dobândit cetățenia israeliană. În prezent ea trăiește în Franța.

## Familia, studiile și activitatea muzicală în România
Silvia Marcovici s-a născut la 30 ianuarie 1952 la Bacău ca fiica a lui Avram Marcovici și a lui Ana, născută Katz. 
A studiat vioara la Bacău și la București cu Harry Coffler si ulterior cu Ștefan Gheorghiu, care i-a fost dascăl de la vârsta de 12 ani.
A cântat pentru prima oară în public la vârsta de 13 ani. În 1969 a dobândit al doilea Grand Prix la prestigiosul concurs Marguerite Long /Jean Thibaud, în acel an nefiind atribut premiul întâi. Tot în 1969 a obținut și premiul special al concursului prințului Rainier al III-lea de Monaco pentru interpretarea unei lucrări din muzica contemporană. În 1970 a cucerit premiul întâi la Concursul George Enescu din București. Debutul profesional și l-a făcut cu Residentie Orkest din Haga sub bagheta compozitorului Bruno Maderna. După ce a cântat ca solistă cu Orchestra Simfonică din Londra, la invitația lui Claudio Abbado a interpretat concertul al doilea pentru vioară de Béla Bartók împreună cu orchestra Teatrului La Scala din Milano. În 1972 a fost invitată de Leopold Stokowski să interpreteze concertul de Glazunov cu London Simphony Orchestra la Royal Festival Hall, concert ce va fi înregistrat de Decca cu ocazia zilei de naștere a 90-a a ilustrului dirijor.

## Emigrarea și continuarea carierei muzicale internaționale
În anul 1976 Silvia Marcovici a emigrat în Israel din România, care se afla pe atunci în plin regim comunist. Emigrarea i-a permis un avânt în cariera internațională, fără vreun impediment politic. La începutul anilor 1980 ea s-a stabilit în R.F.Germania, unde a devenit profesoară la Musikhochschule din Saarbrücken; a predat de asemenea și la Academia de muzică a lui Tibor Varga din Sion, Elveția. În ultima vreme, predă la facultatea de muzică a Universității de arte din Graz, în Austria.
Silvia Marcovici a cântat cu mai multe orchestre din Europa și SUA: The Philarmonia, Royal Philarmonic Orchestra, Royal Concertgebouw Orchestra, Orchestra Natională a Franței, Orchestra simfonica a Academiei Santa Cecilia, New York Philarmonic, Chicago Simphony, Cincinnati, Atlanta, National Simphony (Washington D.C.), Philadelphia Orchestra, etc. Silvia Marcovici a lucrat cu dirijori faimoși ca Zubin Mehta, Claudio Abbado, Sergiu Comissiona, Placido Domingo, Riccardo Muti, Mstislav Rostropovici.
Concertează cu regularitate în America de Nord și America de Sud, Europa, Japonia, Israel. Cântă cu o vioară Albani, fabricată în jurul anului 1800.
Este căsătorită cu violonistul Diego Pagin, locuiește la Strasbourg și are doi copii. Împreună cu aceștia, Sarah (soprano) și Aimo (pian) susține adesea concerte în Franța, Elveția sau România.